# Kourgane de Iessik
Pour les articles homonymes, voir Iessik.

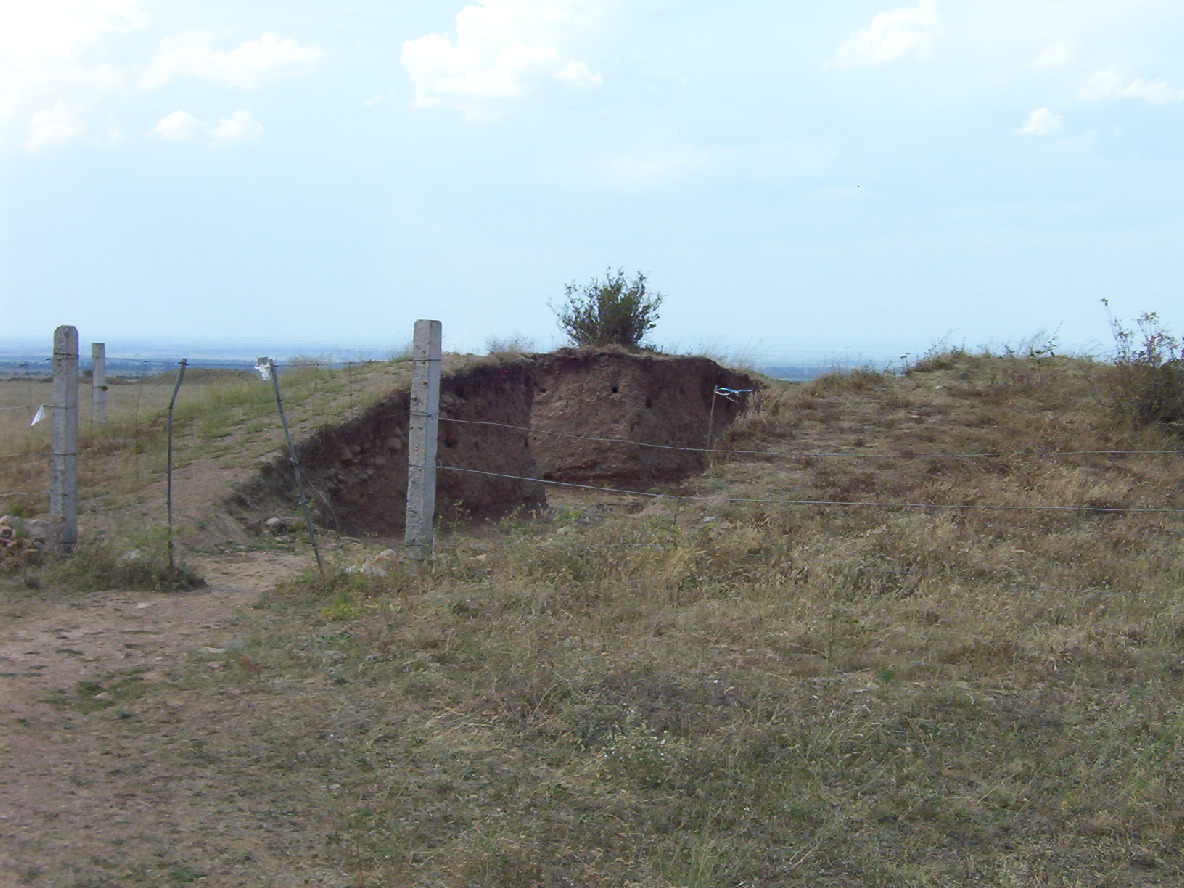
L’un des tumulus de Iessik

La kourgane de Iessik (en kazakh : Есік обасы, en russe : Иссыкское письмо) est un site funéraire du sud-est du Kazakhstan, situé près de la ville de Iessik dans l’oblys d'Almaty et découvert en 1969.

## Description
La kourgane se présente sous la forme d’un monticule de six mètres de haut, pour une circonférence de soixante mètres.
Elle est datée du IVe siècle ou du IIIe siècle av. J.-C..
Une coupe en argent, portant une inscription, y a été découverte. Tous les objets découverts sur le site sont exposés à Astana.
|  |  |  |

## L’« homme doré »

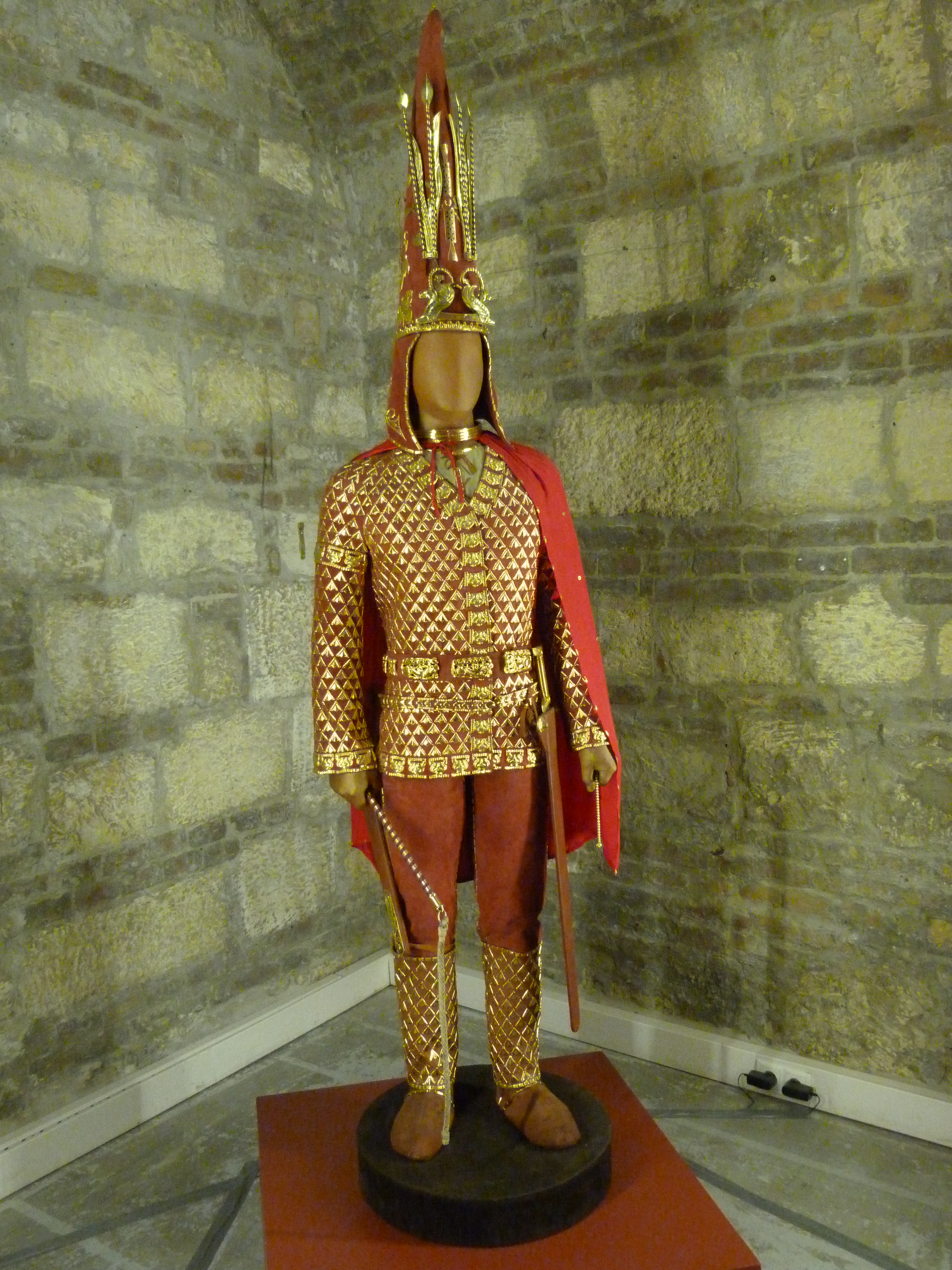
Reconstitution de l'armure de l'« homme doré »

Situé dans ce qui était alors la Scythie orientale, juste au nord de la Sogdiane, le site funéraire contient un squelette d’un prince ou d’une princesse sakas, d’à peu près 18 ans, enterré avec son armure de guerre, et d'autres riches présents funéraires, qui totalisent près de 4 000 objets en or.
L'« homme doré » est devenu l'un des symboles du Kazakhstan moderne. Une réplique orne d'ailleurs le monument de l'Indépendance sur la place centrale d'Almaty. On le retrouve également sur l'étendard présidentiel de Noursoultan Nazarbayev.

## L'inscription de Iessik

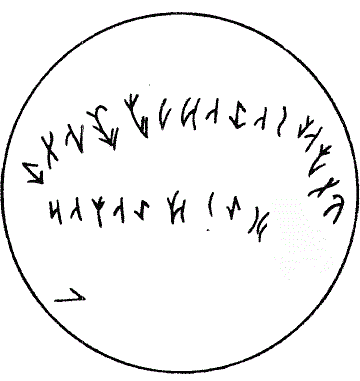
L'inscription de Iessik

L'inscription, portée par une coupe en argent, est une variante de l'alphabet kharosthi, et est probablement issue d'un dialecte scythe, constituant une des rares traces autochtones de cette langue.
Selon Janos Harmatta, le langage utilisé est le sace-khotanais et l'inscription se traduit par « la coupe devrait contenir du vin de raisins, de la nourriture cuisinée supplémentaire, en quantité, pour le mortel, puis du beurre frais cuisiné ajouté » (à comparer à la Coupe de Nestor et à l'inscription de Duenos pour d'autres inscriptions anciennes se référant à de la vaisselle, portées sur la vaisselle elle-même).